# Die drei Muskrepiere
Die drei Muskrepiere, auch geführt unter Die drei Mußkrepiere, ist eine US-amerikanische Stummfilmparodie aus dem Jahr 1922 von und mit Max Linder in der Hauptrolle eines trotteligen D‘Artagnan-Verschnitts.

## Handlung
Frankreich, im 17. Jahrhundert. Max Linder als Dart-In-Again, eine vertrottelte wenngleich liebenswerte Ausgabe von D’Artagnan, will den väterlichen Hof verlassen und in die weite Welt hinausziehen, um endlich Abenteuer zu erleben. Doch er besitzt nicht nur einen ausgesprochen schlechten Geschmack, wie man an seiner Hut-Wahl erkennen kann; er zeigt sich auch als außerordentlich linkisch, als er das familieneigene Maultier besteigen will. Als sich im Moment seiner Abwesenheit eine Kuh zum Maultier gesellt, klettert Dart-In-Again in seiner Zerstreutheit beinah auf ihn. Endlich auf dem Maultier gelandet, legt dieses sich bei nächster Gelegenheit hin und wirft den Bauerntölpel ab. Erst nach gutem Zureden lässt das gutmütige Tier Dart-In-Again wieder aufsteigen und trabt mit ihm in genau choreographiertem Tippelschritt zum nächsten Gasthof.
Währenddessen lauscht die ebenso hässliche wie gelangweilte Königin Anne den musikalischen Ergüssen ihrer Damenkapelle im Schloss. Die jungen Mesdemoiselles beherrschen nicht nur die Harfe, sondern intonieren auch noch mit Saxophon und Posaune flotte Klänge des 20. Jahrhunderts. Annes Gemahl, der geckenhafte König Ludwig XIII., stolpert dazu, mit einem Koffer in der Hand. Nebenan krault der verschlagene, an Kardinal Richelieu angelehnte Li’l Cardinal Richie-Loo seinem nahezu glatzköpfigen Untergebenen, einem Mönch, das kahle Haupt und zupft gedankenverlorenen an dessen vier verbliebenen Haaren. Eine Bedienstete der Königin führt wenig später heimlich Lord Duke Poussy Bunkumin, den britischen Geliebten der französischen Monarchin, zu ihrer Herrin. Der nebenan Geräusche hörende Cardinal Richie-Loo bekommt das Poussieren des heimlichen Liebespaares mit, klettert auf übereinander gestapelte Stühle und beobachtet, wie die Königin ihrem Liebhaber etwas zusteckt: wertvolle Diamantenspangen. Dieser verlässt daraufhin eiligst das königliche Boudoir.
Kaum am nächsten Gasthof angekommen, legt sich Dart-In-Again gleich mit zwei Männern an, die ihn angesichts seines bauerntölpelhaften Einritts von Herzen auslachen. Er zückt den Degen und liefert sich einen Fechtkampf mit dem Chevalier, während der andere Mann, ein Koch, ihn kurzerhand von hinten mit einem Stück Holz niederschlägt. Zwei weitere Männer kommen hinzu und setzen Dart-In-Again falsch herum auf sein Maultier, das vom Tavernengelände heraustrabt. Im nächsten Ort ist Dart-In-Again derart fasziniert vom höfischen Benehmen, dass er gar nicht bemerkt, wie sein Maultier seinen Hut wegfrisst. Währenddessen lernt der junge Mann eine hübsche, junge Dame kennen, die es ihm sogleich angetan hat. Er will vor ihr elegant seine Kopfbedeckung schwenken, da hat er nur noch eine Feder in der Hand und sich vor der Angebeteten zum Gespött gemacht. Sein tierischer Weggefährte hat seinen Hut nahezu vollkommen verspeist! Dart-In-Again fordert sein geduldiges Lasttier heraus. Es kommt zum Fechtkampf: Er tritt mit seinem Degen gegen die austretenden Hinterbeine seines Maulesels an. Nachdem Dart-In-Again seine Ehre wiederhergestellt sieht, kauft er sich auf einem Marktstand eine passende Kopfbedeckung, die eines zukünftigen Musketiers würdig ist.
Gleich darauf gelingt es Dart-In-Again erstmals, sich als Kavalier und Retter einer jungen Frau in Not zu beweisen. Es handelt sich dabei um die liebreizende Constance Bonne-aux-Fieux, die er vor der Eingangstür einer Pension vor einem betrunkenen Grobian beschützen muss. In dieser Herberge lernt Dart-In-Again auch gleich seine späteren Kumpanen, die Musketiere Walrus, Octopus und Porpoise, kennen. Prompt kommt es vor dem Haus zu einem kleinen Degenduell der drei gegen den anmaßenden Bauernjungen, da wendet sich das Blatt. Denn soeben sind die Garden des schurkischen Cardinal Richie-Loo eingetroffen. Nun kämpfen die Vier Seite an Seite, und es ist ausgerechnet der unerfahrene Dart-In-Again, der die Männer des Kardinals nahezu im Alleingang ausschaltet. Die restlichen Männer des Kardinals nimmt er mit einem Lasso gefangen, bindet dieses an sein Maultier und jagt es davon. Die drei Musketiere nehmen angesichts dieser Heldentaten Dart-In-Again in ihre Reihen auf. In der Taverne wird dieser Sieg entsprechend gefeiert, da taucht Roquefort, der Anführer der Männer des Kardinals, auf. Nun kann Dart-In-Again in einem Mann-gegen-Mann-Duell beweisen, was er mit seinem Degen zu leisten imstande ist. Während des Degenduells findet er noch Zeit, heftig mit Constance zu flirten.
Inzwischen hat der König dank der Spitzeldienste Cardinal Richie-Loos von der heimlichen Affäre seiner Gattin mit Lord Duke Poussy Bunkumin erfahren. Er will von seiner Gattin wissen, wo die Diamantenspangen sind. Königin Anne ist verzweifelt und übergibt Constance einen Brief, den sie an einen der Musketiere weiterleiten soll, damit man das Schreiben schnellstmöglich Poussy Bunkumin übergebe. Für seine Angebetete Constance ist Dart-In-Again gern zu diesem Teufelsritt bereit. Mit dem Haustelefon ruft er kurzerhand seine drei im Gemeinschaftsbett liegenden Kumpel Walrus, Octopus und Porpoise an, die daraufhin aufspringen, per Rutschstange auf ihre Pferde fallen und zu ihm reiten. Cardinal Richie-Loos Versuch, Dart-In-Again bei einer Audienz durch einen seiner Männer auszuknocken, um ihn dadurch von seiner Aufgabe abzuhalten, misslingt; der kardinal’sche Knüppelschwinger trifft bei jedem Zuschlagversuch seinen eigenen Herrn und Meister. Die vier Musketiere machen sich auf den Ritt und wollen im vollen Galopp zum Lover der Königin eilen. Nach drei Hinterhalten sind drei Musketiere zu Mußkrepieren geworden, da bei jedem Hinterhalt einer vom Pferd geschossen wurde. Allein Dart-In-Again ist als letzter übrig geblieben. Bei einer Straßensperre mit einem Lkw durch die Männer des Kardinals wird auch er vom Pferd geschossen. Doch Dart-In-Again hat nur so getan, als sei er getroffen. Er springt auf, erledigt seine Gegenspieler und kommt schließlich bis zur Küste durch. Sein Pferd bekommt ein Segel aufgespannt, und beide gehen zur Überfahrt ins Wasser.
Die drei Musketiere wurden zwar angeschossen, haben aber überlebt und gehen lädiert zu einer Audienz des Königs. Auf dem Rückritt nach Paris versuchen des Kardinals Lakaien, Dart-In-Agains Ankunft am Hofe zu verhindern. Bei einer kurzen Rast spritzt einer der Männer Dart-In-Agains ins Hinterteil des Pferdes eine große Dosis Morphium. Der Gaul läuft fortan nur noch in Zeitlupe, kommt aber schließlich doch noch am Hof an. Mit einem Trick und viel Fechtkunst kämpft sich Dart-In-Again bis zu Constance vor und übergibt ihr die Diamantenspangen, die ihm der Lord Duke für die Königin mitgegeben hat. Der Ruf der Königin ist gerettet, Dart-In-Again wird nunmehr auch offiziell in die Riege der Musketiere aufgenommen. In der Schlusssequenz des Films zupft Dart-In-Again das letzte verbliebene Haar des Mönchs, gleichbedeutend mit seinem Überleben.

## Produktionsnotizen
Gedreht 1922 als unmittelbare Reaktion auf den äußerst erfolgreichen Mantel-und-Degen-Film Die drei Musketiere mit Douglas Fairbanks, wurde Die drei Muskrepiere am 27. August 1922 uraufgeführt. Die deutsche Erstaufführung fand am 14. April 1924 statt, die österreichische im Monat zuvor. Eine deutsche Zweitbetitelung lautete Max und die drei Musketiere.
Die an die richtigen Namen von Dumas’ Die drei Musketiere angelehnten Rollennamen dieser Filmparodie sind teils akustische, teils optische Wortspielereien. Dart-In-Again spricht sich im schnell gesprochenen Englisch fast wie D’Artagnan und bedeutet darüber hinaus etwa „wieder hereinschießen“ oder „wieder hereingeflitzt kommen“.

## Kritik
In der New York Times vom 28. August 1922 heißt es:

“… But it is good-natured and lots of fun. If it lacks subtlety and pointed satire, it abounds in broad and whole-hearted mockery. Its method is that of absurdification. Following Fairbanks in the story almost step by step, it parallels, rather than follows him, in its treatment of each incident of the narrative. The Fairbanks version runs along the line of the romantic. The Linder version runs along the line of the ridiculous. […] It is content to be a burlesque. So you can enjoy both films and neither will impair your enjoyment of the other.”

In Paimann’s Filmlisten ist zu lesen:

„Eine Parodie auf das bekannte Werk, mit viel Situationskomik, heiteren Anachronismen und Titelwitzen.“

Wiens Neue Freie Presse berichtete am in ihrer Ausgabe vom 25. März 1924:

„Man muß über die schwärmerische Verehrung, die jeder in einem gewissen Alter für Athos, Portos, Aramis und D‘Artagnan, den kühnen Junker aus der Gascogne, empfunden hat, hinausgewachsen sein und den Glauben an die Unantastbarkeit gewisser Jugendideale endgültig begraben haben, um diesen Film als das zu werten, was er ist: eine unerschrockene Burleske, eine wirklich lustige Verulkung des umfangreichsten und populärsten aller Dumaschen Heldenromane. […] Max Linder spielt den Wunderbaren wunderbar – Theaterheld, Schwerenöter, Tausendsassa, August und Akrobat in einer Person – quecksilbern beweglich, voll amüsantem Uebermut, mit einem Humor, der bezwingt und mit sich reißt.“